# Вулкан на Саричев
Вулканът на Саричев (на руски: Вулкан Сарычева; на японски: 芙蓉山 – Фуйо) е активен стратовулкан на остров Матуа в състава на Централните Курилски острови. Има ясно изразен, централно разположен кратер. Административно попада в Сахалинска област на Русия. През 1805 г. получава името на руския полярен изследовател, адмирал Гавриил Саричев. Наречен е на него от адмирал Иван Крузенщерн, тъй като именно Саричев пръв и с голяма точност успява да определи местоположението на острова и вулкана на него.

## Описание
Вулканът на Саричев се формира в стара калдера, образувана след холоцена и се счита за млад. Заема северозападната част на остров Матуа и е един от най-активните на Курилските острови. Върхът му завършва с централна калдера с диаметър 3 – 3,5 км. В нея се издига лавов купол от андезит, който от своя страна завършва с кратер с диаметър 250 м, с много стръмни склонове и силно назъбен ръб. Най-високата част на ръба е обърната на югоизток и формира и най-високата точка на острова – 1496 м над морското равнище.
Склоновете на вулкана не са симетрични. Западният, северният и североизточният са стръмни и свършват с още по-стръмни скали. Югоизточният е по-полегат и обсипан с невисоки паразитни конуси. По склоновете му са образувани многобройни, силно активни пукнатини и фумароли, които постоянно димят. Към брега скатовете постепенно се снижават и преминават в плоско пясъчно крайбрежие с два носа, които продължават в морето като подводни рифове с дължина до 1,8 км.

## Активност
Дейността на вулкана се отличава с кратковременни, но мощни избухвания, изхвърлящи вулканични бомби и лава, а пепелният му шлейф може да достигне на много километри височина. При по-силните ерупции заревото се вижда на разстояние от 150 км. От първото му изригване през 1765 г. до днес са описани 18 такива случая. До последното, станало през 2009 г. лавовите потоци са се спускали по склоновете във всички посоки и са образували няколко носа, издадени в морето. Голяма част от по-ниските скатове на външния фланг са покрити със слоеве пирокластични потоци, които са най-унищожителният фактор при ерупциите. Изригванията, станали през 70-те години на миналия век са реализирани както като тих излив на лава, така и като бурни взривове. Големите изригвания от 1946 и 2009 г. формират пирокластични потоци, достигащи до морето и променящи крайбрежието.
Днес се провежда сателитно наблюдение на активността на вулкана, но основният мониторинг е поет от Сахалинската група за реагиране при вулканични изригвания SVERT. През 2017 г. в кратера се наблюдава силна фумаролна активност.

### Известни изригвания
- 1765 ± 5 г. – Изригване с вулканичен експлозивен индекс 2.[4]
- 1805 г. – Неизвестен индекс.[4]
- 1879 ± 45 дни – Започва на 15 януари и е с неизвестен индекс.[4]
- 1923 г. – Изригване с ВЕИ = 2, което започва на 17 януари и завършва на 23 същия месец.[4]
- 1924 г. – Започва на 15 февруари и протича с неизвестен индекс.[4]
- 1927 г. – Изригване с ВЕИ = 2.[4]
- 1928 г. – Изригването започва на 14 февруапи с ВЕИ = 2.[4]
- 1930 г. – Започва на 13 февруари с ВЕИ = 3.[4]
- 1932 г. – Предполагаемо.[4]
- 1946 г. – Изригването е мощно, експлозивно, с ВЕИ = 4. Започва на 9 ноември и в продължение на 13 часа стават 9 взривни изригвания. Процесът е съпроводен със силен, гръмотевичен тътен. Изхвърлени са колосални количества пирокластични материали, а еруптивната колона достига височина 7 км. Град Петропавловск Камчатски и околностите му са засипани с тънък слой вулканична пепел.[3] Изригването завършва на 19 същия месец.[4]
- 1954 г. ± 15 дни – Изригване с ВЕИ = 2, Започва на 16 август и приключва на 15 октомври ± 15 дни.[4]

- 1960 г. – Изригването е взривно с ВЕИ = 3 и времетраенето е само през същия ден. На 30 август изхвърля облак от андезит-базалтова вулканична пепел, която се издига на височина 5 км.[4] Вулканичният кратер приема формата на кръгъл кладенец. Диаметърът и дълбочината му са 200 – 300 м и дълго време остава открит. Мощният пепелен шлейф се разпростира на няколко километра, а падането на пепелта продължава в течение на часове.[3]
- 1965 г. – Изригването е с ВЕИ = 2. На 9 декември, в продължение на 6 минути, е изхвърлено малко количество вулканична пепел.[4]
- 1976 г. – Изргването е единственото на Курилските острови, наблюдавано отблизо от вулканолози.[3] Вулканичният експлозивен индекс е определен на 2. На 23 септември започва изхвърляне на вулканична пепел, придружено със силно боботене на земята.[4] Последователно са чути 7 силни взривни изригвания. Еруптивният стълб достига височина 2,5 км, а взривовете продължават още 5 дни.[3] На 2 октомври се изливат два лавови потока, които бързо се движат на запад към Охотско море и разрушават ръба на калдерата в тази посока. В централната част на кратера се образува плитка фуния с дълбочина 50 – 60 метра и много силна фумаролна активност. През следващите дни, до 16 октомври, ерупционната активност е ограничена до рядък дим, което позволява на персонала на хидрометеорологичната станция, единствените жители на острова, да се завърне.[4]
- 1986 г. ± 15 дни – Изригването започва на 1 септември с ВЕИ = 1. Персоналът на метеорологичната станция на острова докладва за силна миризма на сяра. През ноември се забелязва, че само югоизточната стена на калдерата е запазена и множество отвори изпускат газове. Най-интензивните фумароли се намират в централната и западната част. Върху снежната покривка се наблюдава черен, застинал език от лава, който се простира на 100 – 150 м на юг от кратера.[4]
- 1989 г. – Изригването е с ВЕИ = 1 и започва на 13 януари. Изхвърля колона от вулканична пепел и газове и приключва на 14 следващия ден. Тъй като наблюдението е спътниково, не е ясна височината на пепелния стълб, но не е по-голяма от 1300 м. По-късни спътникови снимки, направени през 2007 г. показват кратера като плитка депресия, покрита с пирокластичен материал. Активността е предшествана от серия земетресения, като най-силното е с магнитуд 6,2 и епицентърът му е разположен на курилския остров Симушир.[4]
- 2009 г. – Изригването е с ВЕИ = 4 и е едно от най-силните и впечатляващи на Курилите. Започва на 11 юни и приключва на 16 юли ± 15 дни.[4]
- 2010 – Изригването е с ВЕИ = 2. През септември на изток и югоизток се изливат лавови потоци. На 20 ноември са засечени периодични топлинни аномалии и еднократно изхвърляне на вулканична пепел, а 8 дни по-късно се наблюдава емисия от пари и газове.[4]

## Изригване през 2009 г.
Началото на изригване започва на 12 юни 2009 г. и е забелязано от астронавтите на Международната космическа станция. Снимките, направени от тях са изключителни, тъй като са запечатали най-ранния стадий на изригването, когато еруптивната колона представлява смес от тъмнокафяв вулканичен прах, завършващ на върха с бяла пара във форма на голям мехур. Вулканичният стълб даже разчиства кръг в облаците и се издига над тях. Изригването е взривно, с вулканичен експлозивен индекс 4. Най-мощната фаза е в средата на юни. В течение на няколко дни вулканът изхвърля огромни пепелни колони с височина до 16 км. Отложени са големи пирокластични потоци и свързаните с тях тефри. Те обхващат широки зони на запад, север и изток, вследствие на което ландшафтът на острова е променен, а площта му се увеличава с 1,5 км2. Сателитните изображения показват потоци от лава, стичащи се на изток и югоизток. Някои снимки над Лайпциг показват аерозоли на височина 12 км от повърхността, интерпретирани като изхвърлени от Вулкана на Саричев.
На 17 и 18 юни от космическата станция са заснети два нови лавови потока с шири на 100 – 150 м. Първоначално двата са разделени един от друг на около 300 м, но постепенно надолу се разширяват и удължават, докато дължината на единия достига 2,4 км, а на другия – 2,6 км. Площта, която покриват се оценява на 0,8 км2, а обемът им – на 10х106 м3. Те продължават да се изливат по време на активната фаза, движат се приблизително синхронно с пирокластичните потоци и постепенно съвпадат и се припокриват с тях.
Разкриват се дълбоки кръгови промени както около кратера, така и в много точки на крайбрежието. Пирокластичните и лавовите потоци достигат до морето и се врязват в него. Освен това, при изригването те попадат върху снежната покривка, разтопяват я и предизвикват свличането на лахари, които транспортират материали радиално надолу и допълват промяната на бреговата линия. По горните склонове силната радиална структура се дължи главно на пирокластичните потоци и отчасти на лавовите.
На 22 юни в стария кратер се вижда новообразуван дълбок експлозивен кратер със стръмни склонове. По-големият кратер има диаметър 350 – 450 м, а новият вътре в него – приблизително 250 м. Пепелният шлейф се разнася в различни направления и се простира на разстояние между 1500 и 3000 километра. За първи път в историята падане на пепел се наблюдава чак на остров Сахалин и в Хабаровския край.
- Сателитна снимка в 13.05 часа на 14 юни 2009 г.
- Сателитна снимка в 14.50 часа на 14 юни 2009 г. Пепелната колона разкъсва облаците.
- Сателитна снимка в 13.45 часа на 15 юни 2009 г.
- Сателитна снимка в 15.35 часа на 15 юни 2009 г.